# تالکین ۲۶۷۵
سیارک ۲۶۷۵ (به انگلیسی: 2675 Tolkien، نامگذاری:1982GB) دو هزار و ششصد و هفتاد و پنجمین سیارک کشف شده‌است که در ۱۴ آوریل ۱۹۸۲ کشف شد. نام این سیارک به افتخار زبان‌شناس و استاد دانشگاه آکسفورد، جی. آر. آر. تالکین نویسندهٔ رمان‌های پرطرفدار ارباب حلقه‌ها و هابیت انتخاب شده‌است.
قدر مطلق سیارک برابر ۱۲٫۵۰ است.